# Каинари
Каинари је град у Каушенском рејону, у Молдавији.

## Међународни односи
Каинари је побратимљен са:
- Мурфатлар, Румунија